# Peter Henriksen
Peter Henriksen (Copenhague, 20 de agosto de 1972) fue un jugador de balonmano danés que jugó como portero. Fue un componente de la Selección de balonmano de Dinamarca.
Con la selección logró la medalla de oro en el Campeonato Europeo de Balonmano Masculino de 2008 y la medalla de bronce en el Campeonato Mundial de Balonmano Masculino de 2007.

## Palmarés

### GOG
- Liga danesa de balonmano (2): 2004, 2007
- Copa de Dinamarca de balonmano (3): 2002, 2003, 2005

### AG København
- Liga danesa de balonmano (1): 2012

## Clubes
- Ajax København ( -1998)
- VfL Gummersbach (1998-1999)
- Virum-Sorgenfri (1999-2001)
- GOG Gudme (2001-2010)
- Fredericia HK (2011-2012)
- AG København (2012)